# Agat
Agat er en halvædelsten. Agat er typebetegnelse for mikrokrystallinsk, båndstribet kvarts. De enkelte bånd kan af og til have forskellige farver. I nogle agater er de enkelte bånd så tynde, at lyset kan brydes som spektralfarver, stenen kaldes så (f.eks,) regnbueagat. Af varietetsnavne bruges sardonyx om rød-hvide, onyx om sort-hvide og jaspis om grønne varianter. Kombinationer som sort-rød (karneol-onyx) og sort-brun (sarder-onyx) kendes også. Agater anvendes som smykkesten, til udskæring af gemmer og kaméer (her udnyttes lagdeling i forskellige farver til udskæring af figurer på en kontrasterende baggrund), til større  pyntegenstande og til at fremstille mortere af. Stifter slebet af agat benyttes til polering, f.eks. af bladguld på illuminerede håndskrifter eller guldsnit på finere bogbind.

## Etymologi og historie
Theophrastos fra Eresos gav agaten sit navn, fordi stenen fandtes i stor mængde i floden ἀχάτης „Achates“ (i dag kaldet Dirillo, Carabi eller Canitello) i nærheden af byen Acate på Sicilien
Allerede fra de tidligste tider nød agaten stor anseelse. I det gamle Egypten blev fra omkring år 1000 fvt. fremstillet cylindersigneter, ringe, gemmer og beholdere af agat. I Biblen, i 2. Mosebog 28, 17-20 beskrives udførligt ypperstepræstens brystplade. Dette var en en plade besat med smykkestene, hvor i blandt agat nævnes. Som amulet angaves agat at beskytte mod lyn, storm og tørst (at bære en sten i munden kan faktisk dæmpe tørst og sult).
I begyndelsen af det 17. århundrede var agatindustrien allerede vokset til en industri af stor betydning, et yderligere opsving skete i den 2. halvdel af det 18. århundrede, hvor man begyndte at indfatte agatvarer i sølv eller forgyldt tombak. Disse billige smykker blev især fremstillet i Idar-Oberstein, hvor agatslibning blev en stor industri. Der fandtes mange smukke agater i området (lejerne angives i dag at være udtømte) og de mange bække gav kraft til vandmøller, der drev slibestenene. 

## Dannelse
Agater dannes i hulrum i sten, der efterhånden fyldes op med kisel. Hulrummene findes særlig i størknet lava, hvor de kan være dannet af indesluttede gasser. Den nøjagtige mekanisme for dannelsen af agater er ikke afklaret, men det antages, at vand med et indhold af opløst kisel afsætter lag på lag af kisel som kvarts på hulrummets vægge. Man taler om en mandel, er der stadig et hulrum i midten, hvilket er almindeligt, bruges betegnelsen en druse eller en geode også. Dette centrale hulrum kan være bevokset med større kvartskrystaller. Agater kendes også som årer i klipper, hvor mineralet har udfyldt større sprækker; disse agater udnyttes sjældent. I nogle agater danner andre indvoksede mineraler såkaldte dendritter, der kan danne interessante figurer. Agater kan gives mange navne alt efter deres udseende, f.eks. øjenagat, fæstningsagat (ligner bastionerne om en fæstning), ruinagat, , breccie-agat, landskabsagat eller f.eks. mosagat. 
Agat-mandler kan nogle steder findes frit i forvitrede klipper. 

## Forekomst
Agater findes og brydes mange steder på jorden, flere steder i Tyskland, i Frankrig, Island, England, Skotland, Østrig, Polen, Rusland, Tjekkiet, Botswana, Algier, Malawi, Madagaskar, Marokko, Namibia, Sydafrika, Tanzania, USA, Mexico, Kina, Indien, Indonesien, Kasakhstan, Tyrkiet, Mongoliet, Argentina, Brasilien, Uruguay, Australien og New Zealand.

## Farvning
Agat er ofte lidt porøs, hvor porøsiteten varierer meget mellem de enkelte bånd. Dette gør det muligt at farve visse agater kunstigt, f.eks. kan berlinerblåt udfældes i stenen eller stenen kan gennemtrækkes med en sukkeropløsning, der kan omdannes til kulstof med svovlsyre. Krom- eller nikkelforbindelser danner grønne farver og saltsyre kan farve visse agater gule. Endelig kan kraftig opvarmning forbedre farverne på nogle agater. Farvning af agat blev almindelig, da man begyndte at udnytte sydamerikanske sten i stedet for sten fra de tyske lejer. 